# Тампа Ред
Та́мпа Ред (англ. Tampa Red, букв. Ред из Тампы; 8 января 1904 — 19 марта 1981; настоящее имя: Хадсон Вудбридж [англ. Hudson Woodbridge], но с детства был известен как Хадсон Уиттакер [англ. Hudson Whittaker]) — американский музыкант (слайд-гитарист и певец).
Музыкальный сайт AllMusic кратко характеризует его как «талантливого мастера довоенной "боттлнековой блюзовой гитары", которого часто на афишах называли "Волшебником гитары" (англ. The Guitar Wizard)».
В 1981 году музыкант был включён в Зал славы блюза.
Кроме того, песня «It’s Tight Like That» в исполнении блюзовых исполнителей  Джорджия Тома (Georgia Tom) и  Тампа Реда (Tampa Red) входит в составленный Залом славы рок-н-ролла список "500 Songs That Shaped Rock and Rol"l.

## Дискография
- См. «Tampa Red § Discography» в английском разделе.